# فيديريكو ريكي
فيديريكو ريكي (بالإيطالية: Federico Ricci)‏ (27 مايو 1994 إيطاليا - ) هو لاعب كرة قدم إيطالي، يلعب كلاعب وسط.

## روابط خارجية
- فيديريكو ريكي على موقع الاتحاد الأوربي (الإنجليزية)
- فيديريكو ريكي على موقع قاعدة بيانات كرة القدم.إي يو (الإنجليزية)
- فيديريكو ريكي على موقع Soccerway.com (الإنجليزية)
- فيديريكو ريكي على موقع عالم كرة القدم.نت (الإنجليزية)
- فيديريكو ريكي على موقع AS.com (الإسبانية)